# Jardín botánico Lancetilla
El Jardín Botánico Lancetilla o más apropiadamente Centro de Investigación y Jardín Botánico Lancetilla es un jardín botánico situado en la costa del mar Caribe, en el norte de la república de Honduras, a unos 7 km al sureste de la ciudad de Tela. Por mucho tiempo fue el único jardín botánico de Honduras (hasta que en el 2005 se abriera el jardín botánico de la UNAH) y uno de los mayores de toda América Latina. 
Tiene una extensión de 1,681 hectáreas, de las cuales 1,261 has. son de una reserva de natural, 350 son de plantaciones y 70 has corresponden a un arboretum. La colección comprende unas 1,500 especies, enfocadas sobre todo en las plantas tropicales con frutos. El Jardín Botánico depende, como departamento, de la Universidad Nacional de Ciencias Forestales (UNACIFOR). El jardín botánico forma parte del BGCI y presenta trabajos para la Agenda Internacional para la Conservación en los Jardines Botánicos. Su código de reconocimiento internacional como institución botánica, así como las siglas de su herbario es LANCE.

## Localización
Centro de Investigación y Jardín Botánico Lancetilla está ubicado KM 90 carretera CA 13 que conduce de San Pedro Sula a La Ceiba, en el municipio de Tela 31301, Honduras. Entre 15°41′00″N 87°25′00″O / 15.68333, -87.41667

## Historia
El año de 1926 fue el año del nacimiento de Lancetilla, cuando el Dr. Wilson Popenoe eligió por encargo de la United Fruit Company, el valle de Lancetilla como el más idóneo en cuanto a diferentes tipos de suelos y variedad de microclimas, para instalar una base de investigación, para el estudio de las enfermedades del banano y analizar los métodos más viables para cultivar otras plantas de frutas tropicales.
El Doctor Wilson Popenoe, fue el primer director tanto del Jardín Botánico como de la Estación Experimental Lancetilla adjunta. Bajo su dirección se reunieron más de mil variedades de plantas de importancia económica, las cuales fueron analizadas, seleccionadas, propagadas, mejoradas y distribuidas. Varios millones de ejemplares, en su mayoría brotes e injertos, han salido de esta estación con destino a toda la América tropical.
En sus primeros años Lancetilla jugó un gran papel en el aprovechamiento de los recursos genéticos de la palma de aceite africana (Elaeis guineensis). Mandándose material vegetativo desde Centroamérica a Colombia. Se puede decir que las grandes plantaciones de palmera de aceite que hay en el Nuevo Mundo tienen su origen en Lancetilla. Lo mismo se puede decir sobre los cultivos en la América tropical de las frutas asiáticas tales como lichi (litchi chinensis Sonn.) y rambután (nephelium lappaceum), las cuales partieron igualmente desde Lancetilla. La plantación más grande de América de mangostán o mangostino (garcinia mangostana), se encuentra en Lancetilla.  

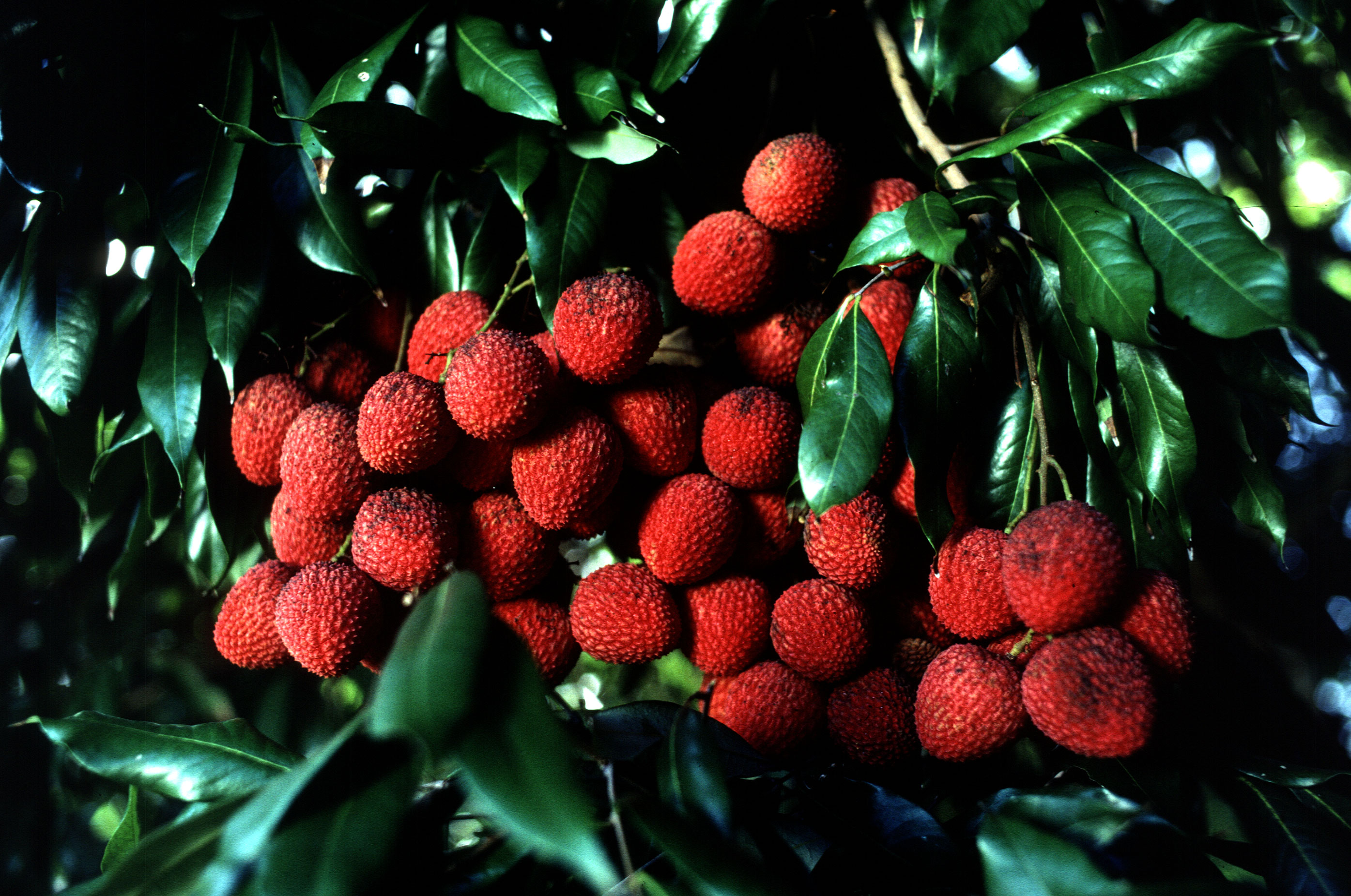
Árbol del lichi con sus frutos.

También se introdujeron desde Brasil gran número de árboles del caucho (Hevea brasiliensis), con la intención de buscar especímenes resistentes a las infecciones de hongos. Estas plantaciones de árboles del caucho se extendieron por la totalidad de Centroamérica y jugaron un papel fundamental como suministradores de caucho en abundancia a los EE. UU. durante la Segunda Guerra Mundial.  
Otra de las plantaciones claves, fue la del árbol de la quina (Cinchona ledgeriana), que suministró el remedio para curar la enfermedad de la malaria, especialmente en las décadas de  1940 y 1950 años en los que se extendió su cultivo por Centroamérica (sobre todo en Guatemala y Honduras), sin duda alguna debido a los conflictos armados que estaban teniendo lugar en el sureste asiático. Lancetilla también ha sido el centro de investigación y mejora de cultivos y producción de los zacates de citronela y del conocido té de zacate limón en Centroamérica. Actualmente figura como banco de germoplasma para investigaciones dentro y fuera del país.

## Colecciones y Equipamientos
- Arboretum con una extensión de 70 hectáreas, y con más de 1,500 especies principalmente árboles frutales y árboles maderables de las zonas tropicales de todo el mundo.
- Un bosque virgen de la Reserva Natural, con unas 1,200 hectáreas, en la cuenca de Río Lancetilla, al sur de las plantaciones, que ha sido protegido y sigue siendo conservado, por ser la fuente de abastecimiento de agua para la ciudad de Tela. En este bosque se encuentran una gran diversidad de especies de plantas.
- Las plantaciones experimentales, con una extensión de 350 hectáreas. En los años treinta del último siglo, se comenzaron a realizar cientos de hectáreas de plantaciones en su mayoría Caoba (Swietenia macropylla), Teca (Tectonia grandis), (Teca blanca) Amelina arborea, Tectona grandis, en zonas cercanas a Tela. Los últimos restos de estas plantaciones con cerca de 100 hectáreas existen en el jardín botánico y se usan actualmente como árboles semilleros.
- Colección de bananos siendo una de las más ricas y diversas del mundo
- Colección de frutales procedentes de Asia con un total de 636 spp., 392 géneros y 107 familias), Garcinia mangostana (mangostán), Lecythis elliptica (sapulcaria), Terminalia arjuna (arjuna), Citrus spp., Pimenta acris, Canarium ovatum (nuez pilli), Theobroma cacao (cacao), Nephrelium mutabile (pulasan), Litchi chenensis (lichis), Eucalyptus deglupta, Khaya ivorensis, Nephelium lappaceum (rambután), Mangifera indica (mango), Myristica fragrans (nutmeg), Eugenia dombeyi (grumichana), Myrciaria cauliflora (jaboticaba), Cybistax donnell-smithii (San Juan primavera),
- Colección de Palmas con Elaeis guineensis (palma de aceite africana), Roystonia regia (palma real).
- Colección de orquídeas,
- Colección de bambús,
- Otras 200 hectáreas de plantaciones se usan para diferentes estudios del ESNACIFOR (Escuela nacional de ciencias forestales ).
- En el Jardín Botánico hay varios edificios de Administración e Investigación que en su mayoría conservan el estilo arquitectónico típico de las décadas de 1930-1940 del siglo XX, cuando el Jardín fue propiedad de la empresa bananera United Fruit Company. Aquí se encuentra un Herbario con especímenes de toda la zona. También hay una cafetería con restaurante y alojamientos para 30 personas.

## Actividades
- El Jardín Botánico Lancetilla recibe apoyos del SETCO (Secretaría Técnica y de Cooperación Internacional), con subvenciones del Fondo del manejo de Medio Ambiente para Honduras Canadá, (ACDI), y apoyos puntuales en sus programas de investigación del Fairchild Tropical Botanical Garden, Florida, EE. UU..
- Tiene un programa de Conservación de Cycadaceae con el Montgomery Botanical Center  (Florida), y asesoría técnica, especial en Orchidaceae del Herrenhäuser Gärten, Hannover, Alemania.
- La UICN (The World Conservation Union), oficina Regional de San José de Costa Rica le da su apoyo técnico en el desarrollo del plan estratégico del Jardín Botánico Lancetilla.
- Aquí se encuentra el SELATH (Banco de semillas del bosque latifoliado de Honduras)no son actividades

## Curiosidades
- Mientras el Dr. Paul C. Standley era miembro de la facultad del Museo Nacional de los Estados Unidos, estudió detalladamente, la flora del bosque virgen de Lancetilla. Permaneciendo en Lancetilla desde noviembre de 1927 hasta marzo de 1928. En su libro "Flora of the Lancetilla Valley, Honduras"  expone dicho estudio que además, incluye las especies entre Tela y El Progreso.
- Percy Wilson miembro del Jardín Botánico de Nueva York estuvo recolectando plantas de esta región en 1903.
- También Elizabeth R. Mitchell hizo una recolección de especímenes en 1926.
- Los estudiantes graduados de la Universidad de Harvard, W.D. Hottle,  W. N. Bingham y F. M. Salvoza, estuvieron durante varios meses en 1929 recolectando especímenes para el Arnold Arboretum.
- Hay clasificadas unas 250 especies de pájaros distintas como habitantes del ámbito del jardín botánico, entre otros el llamativo Tucán con rallas (Ramphastos sulfuratus).
- Lancentilla es El Jardín botánico más grande de Latinoamérica.[1]